# ميجور (مانغا)
ميجور (باليابانية: メジャー) هو سلسلة مانغا بيسبول من تأليف تاكويا ميتسودا. نُشر لأول مرة في مجلة شونن سندي الأسبوعية وتم تجميعه في 78 مجلد تانكوبون. فاز في عام 1996 بجائزة شوغاكوكان للمانغا. اختُتِمت سلسلة المانغا في العدد 32 من مجلة شونن سندي الأسبوعية في عام 2010، في حين تم إصدار المجلد النهائي للمانجا في منتصف ديسمبر 2010.
تم تطوير المانغا إلى سلسلة أنمي من إنتاج هيئة الإذاعة اليابانية واستوديو هيباري. أذيعت الحلقة الأولى منه في يوم 13 نوفمبر 2004، واستمر الأنمي لمدة 6 مواسم. حيث عرضت الحلقة الأخيرة في 25 سبتمبر 2010.

## القصة
قصة الرائد تتبع حياة غورو هوندا من روضة الأطفال إلى مسيرته كلاعب بيسبول محترف. تركز القصة على كيفية تغلب بطل الرواية الرئيسي على التحديات الهائلة.

## الشخصيات

### الشخصيات الرئيسية
هوندا غورو (本田 吾郎) / شيغينو غورو (茂野 吾郎)
قامت بأداء صوته: موتوكو كوماي في الموسم الأول، وشوتارو موريكوبو في بقية مواسم الأنمي
الشخصية الرئيسية في القصة، هوندا غورو هو لاعب بيسبول موهوب عمره خمس سنوات. حبه للعبة ينبع من والده الذي كان يلعب لصالح نادي يوكوهاما مارين ستارز.

## روابط خارجية
- ميجور على موقع ANN manga (الإنجليزية)